# Világhy Károly
Világhy Károly (Veszprémvarsány, 1883. október 8. – Mosonmagyaróvár, 1975. február 16.) agronómus, gazdasági akadémiai tanár.

## Életútja
1912-ben kapta meg oklevelét a Magyaróvári Magyar Királyi Gazdasági Akadémián. 1913-ban a gyakorlati tanszéken kapott állást. 1914-ben gazdasági tanári szakvizsgát tett és az oktatás mellett megbízást kapott az akadémiai gazdaság számadásainak vezetésére. Katonai szolgálata után a rajkai járás mezőgazdaságának irányítását bízták rá. 1922-ben lett az akadémia üzemtani tanszékének vezetője, majd az intézmény 1942. évi főiskolai rangra emelkedése után nyilvános rendes tanárrá nevezték ki. 1949-ben az agrár-felsőoktatás átszervezésekor nyugdíjazták, de utána még sokáig dolgozott. Több évtizedre visszamenőleg földolgozta a magyarországi cukorrépa-termelés eredményeit. 1975-ben 92 éves korában távozott az élők sorából. Sírja a magyaróvári temetőben van.

## Fontosabb műve
- Mezőgazdasági enciklopédia (Pesthy Bélával és Bittera Miklóssal, Bp., 1930)